# US Open 2021 (tennis, rolstoelvrouwendubbel)
Op het US Open 2021 speelden de rolstoelvrouwen de wedstrijden in het dubbelspel op vrijdag 10 en zaterdag 11 september 2021 in het USTA Billie Jean King National Tennis Center te New York.

## Toernooisamenvatting
Titelverdedigsters Yui Kamiji en Jordanne Whiley waren het tweede reekshoofd. Zij bereikten de finale, die zij evenwel verloren van het als eerste geplaatste Nederlandse koppel Diede de Groot en Aniek van Koot. Voor de Nederlandse dames was dit hun negende gezamenlijke grandslamtitel. De Groot had daarnaast drie eerdere grandslamdubbelspeltitels met andere partners; Van Koot tien.

## Geplaatste teams
| Nr. | Team                          | Resultaat   | Uitgeschakeld door            |
| --- | ----------------------------- | ----------- | ----------------------------- |
| 1.  | Diede de Groot Aniek van Koot | winnaressen | winnaressen                   |
| 2.  | Yui Kamiji Jordanne Whiley    | finale      | Diede de Groot Aniek van Koot |

## Toernooischema
| Legenda | Legenda                  |
| ------- | ------------------------ |
| Q       | Qualifier                |
| WC      | Deelname via wildcard    |
| LL      | Lucky Loser              |
| r       | Opgave / trok zich terug |
| w/o     | Walk-over                |
| Alt     | Alternate                |
| SE      | Special Exempt           |
| PR      | Protected Ranking        |
| d       | Diskwalificatie          |

|  | eerste ronde | eerste ronde                      | eerste ronde               | eerste ronde | eerste ronde |                               |   | finale | finale | finale | finale | finale |
|  |              |                                   |                            |              |              |                               |   |        |        |        |        |        |
|  | 1            | Diede de Groot Aniek van Koot     | 6                          | 6            |              |                               |   |        |        |        |        |        |
|  |              | Dana Mathewson Kgothatso Montjane | 0                          | 2            |              |                               |   |        |        |        |        |        |
|  |              | Dana Mathewson Kgothatso Montjane | 0                          | 2            | 1            | Diede de Groot Aniek van Koot | 6 | 6      |        |        |        |        |
|  |              |                                   |                            |              |              | Diede de Groot Aniek van Koot | 6 | 6      |        |        |        |        |
|  |              | 2                                 | Yui Kamiji Jordanne Whiley | 1            | 2            |                               |   |        |        |        |        |        |
|  |              | 2                                 | Yui Kamiji Jordanne Whiley | 1            | 2            | Angélica Bernal Momoko Ohtani | 2 | 0      |        |        |        |        |
|  |              |                                   |                            |              |              | Angélica Bernal Momoko Ohtani | 2 | 0      |        |        |        |        |
|  | 2            | Yui Kamiji Jordanne Whiley        | 6                          | 6            |              |                               |   |        |        |        |        |        |